# 이그나츠 쾨글러
이그나츠 쾨글러(Ignaz Kögler, 1680년 5월 11일 – 1746년 3월 30일)는 청나라에서 활동한 독일인 예수회 선교사이다.

## 생애

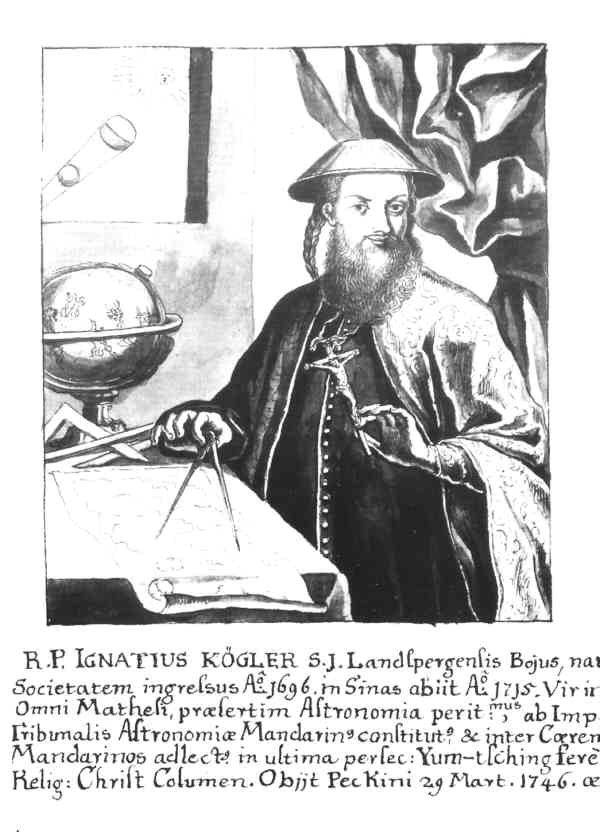
이그나츠 쾨글러는 천문학자이자 만다린이었다

쾨글러는 바이에른주의 란츠베르크암레흐에서 태어났다. 그는 요한 아담 샬 폰 벨과 함께 1650년에서 1750년 사이에 중국 선교 활동을 한 50명의 독일 예수회원들 중 선도적인 인물이었다. 그는 1696년 10월 4일 예수회에 입회했으며, 1712년부터 1714년까지 잉골슈타트 대학교에서 수학과 히브리어를 가르쳤다.
그는 1715년에 프라하를 떠나 포르투갈로 향했으며, 저명한 체코의 중국학자 카렐 슬라비체크와 합류했다. 리스본에서 포르투갈 예수회원 한 명이 그들과 함께했다. 1716년 3월 13일, 그들은 중국으로 출발했다. 그들은 170일이 걸려 도착했으며, 큰 폭풍을 견뎌냈는데 이 폭풍으로 많은 소지품이 손상되었다.
그는 폭넓은 학식 덕분에 황실에서 존경을 받았으며, 30년 동안 천문 수학 재판소장을 역임했다. 그는 2급 만다린이었고, 1731년부터는 최고 형평법원(Li-pu)의 일원이었는데, 이는 외국인이 한 번도 맡아본 적 없는 직위였다. 그는 이 직위들을 수락하면서도 이에 따른 봉급을 거절했다.
그의 협력자이자 후계자인 페르디난트 아우구스틴 할렌슈타인은 그를 "이 나라에 온 사람들 중 가장 교양 있는 인물 중 한 명"이라고 불렀다. 쾨글러는 오이세비우스 아모르트와 동양학자 T. S. 바이엘과 같은 여러 유럽 학자들과 활발한 과학적 서신 교환을 가졌으며, 바이엘에게 그의 "무제움 시니쿰(Museum Sinicum)"을 위한 많은 기여를 보냈다.
그는 두 차례 선교단의 방문자이자 중국 및 일본 관구의 관구장이었으며, 옹정제 시기에 시작된 박해 동안에는 조정에서의 영향력을 통해 선교단의 주요 지지자였다. 그는 65세의 나이로 베이징시에서 사망했다. 그는 예수회 자란 묘지에 묻혔다.